# Colombina Colonia

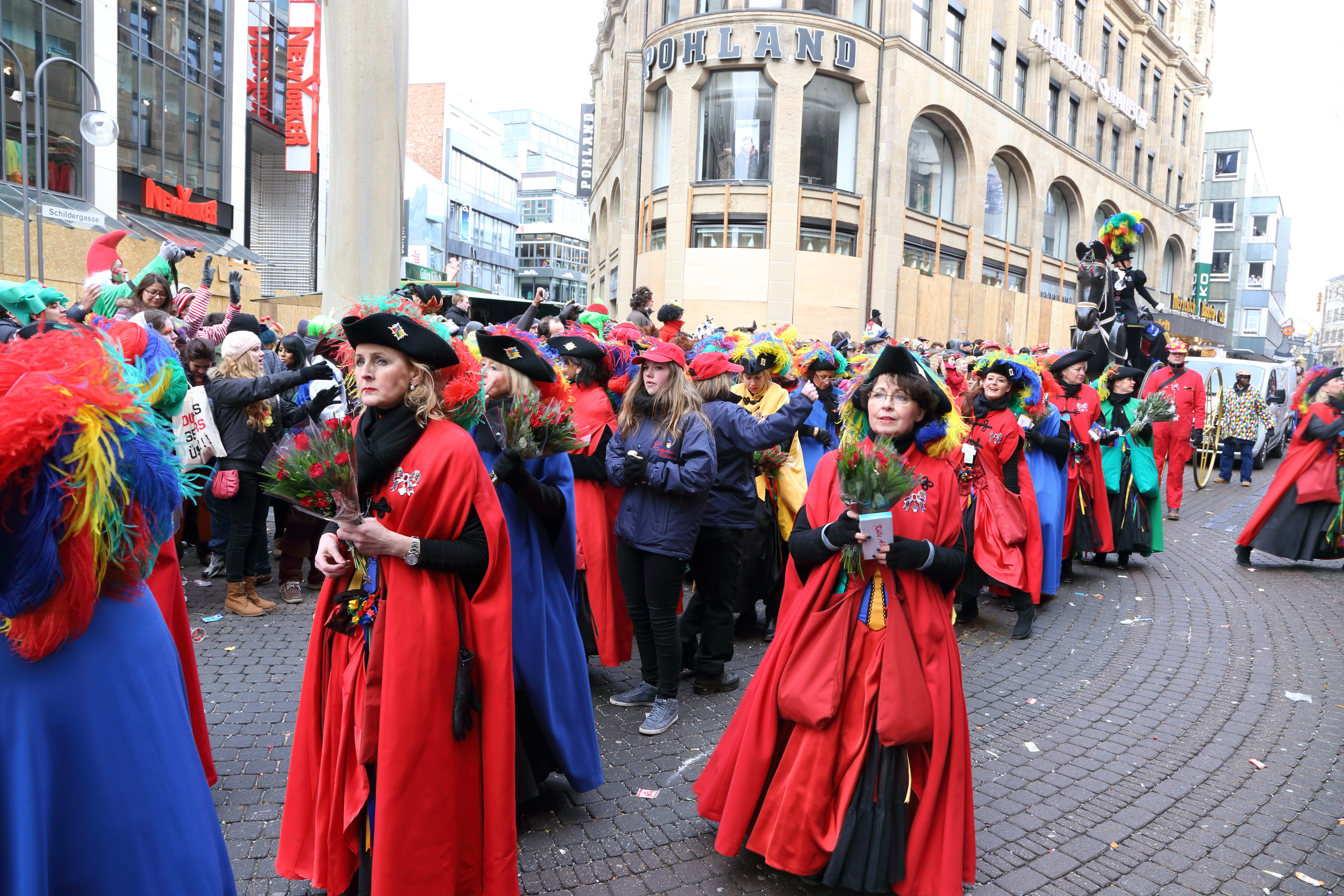
Mitglieder der Colombina Colonia im Rosenmontagszug 2013

Colombina Colonia ist eine Kölner Karnevalsgesellschaft (KG). Sie war die erste reine Frauen-Gesellschaft, die Mitglied im Festkomitee Kölner Karneval wurde.

## Geschichte
Die Colombina Colonia wurde am 27. April 1999 gegründet. Eine Gesellschaft nur für Frauen war eine Novität im „männerdominierten“ Kölner Karneval. 2016 hatte sie rund 450 Mitglieder, mittlerweile gibt es einen Aufnahmestopp.
Der Name Colombina Colonia bezieht sich auf die Colombina, die kecke Zofe aus der Commedia dell’arte. Sie gilt als Sinnbild der weiblichen Pfiffigkeit und Heiterkeit und verkörpert die bodenständige, aktiv am Leben teilhabende und kraftvolle Frau.
Sinn des Vereins ist die Pflege des karnevalistischen, kölschen Brauchtums mit der besonderen Zielsetzung, ausschließlich Frauen als Mitglieder aufzunehmen und damit die aktive Mitarbeit und soziale Integration von Frauen im Kölner Karneval zu fördern. Die Colombina Colonia versteht sich nicht nur als Karnevalsverein, sondern widmet sich Wohltätigkeits-Aktivitäten mit dem Ziel, Frauen und Kinder in Köln zu fördern und zu unterstützen. Bis 2016 kamen für diese Zwecke über 500.000 Euro zusammen.
Erste Präsidentin der Colombinen war Annegret Cremer, sie blieb bis 2012 im Amt, dann wurde sie Ehrenpräsidentin. Als Präsidentin folgte ihr Ursula Brauckmann.
Seit 2008 hat die Colombina Colonia auch ein eigenes Amazonenkorps sowie andere Gruppen nach Interessen, wie etwa Marathonläuferinnen, eine Wandergruppe, einen Golfkreis und einen Literaturkreis.